# سیارک ۵۱۰۰
سیارک ۵۱۰۰ (به انگلیسی: 5100 Pasachoff، نامگذاری:1985GW) پنج هزار و صدمین سیارک کشف شده‌است که در ۱۵ آوریل ۱۹۸۵ کشف شد.
قدر مطلق سیارک برابر ۱۳٫۳۰ است.